# いくつかの空
『いくつかの空』（いくつかのそら）は、柴咲コウの5枚目のシングル（RUI名義含む）。2004年1月14日発売。発売元はユニバーサルミュージック。

## 解説
表題曲は秋元康の企画・原作書き下ろしで三池崇史が監督を行い、2004年1月17日に東宝系で一般公開されたホラー映画『着信アリ』の主題歌として、秋元の作詞で制作された。映画公開後の同年2月11日にアルバム『蜜』に収録され発売された。柴咲の公式ミュージックビデオでは、葬式がモチーフにされている。
「かげろう」は本作のみの収録となっている。

## 収録曲
1. いくつかの空
（作詞:秋元康　作曲:Jin Nakamura　編曲:CHOKKAKU）
2. 深愛
（作詞:柴咲コウ　作曲:Jin Nakamura　編曲:CHOKKAKU）
3. かげろう
（作詞:菜穂　作曲:Taja　編曲:CHOKKAKU）
Tajaの楽曲を柴咲がカヴァーしている。
4. いくつかの空 (Backing Track)
（作曲:Jin Nakamura　編曲:CHOKKAKU）

## 収録アルバム
いくつかの空
- 『蜜』
- 『Single Best』
- 『KO SHIBASAKI ALL TIME BEST 詩』
- 『KO SHIBASAKI ACTOR'S THE BEST -Melodies of Screens-』

深愛
- 『蜜』

### 試聴（公式）
- いくつかの空 （ミュージックビデオ） - YouTube